# TenStep
TenStep – metodyka zarządzania projektami stworzona na bazie biblioteki dobrych praktyk Project Management Body of Knowledge, opracowanej przez Project Management Institute.
Poszczególne kroki (steps) odpowiadają na potrzebę zwiększania dyscypliny zarządzania projektem wraz ze wzrostem jego skali. Numeracja kroków ustala równocześnie ich priorytety.

## Zdefiniowane kroki TenStep
- Krok 1 – zdefiniowanie pracy do wykonania
- Krok 2 – budowanie planu i budżetu
- Krok 3 – zarządzanie harmonogramem i budżetem
- Krok 4 – zarządzanie problemami krytycznymi
- Krok 5 – zarządzanie zmianą
- Krok 6 – zarządzanie komunikacją
- Krok 7 – zarządzanie ryzykami
- Krok 8 – zarządzanie ludźmi
- Krok 9 – zarządzanie jakością
- Krok 10 – zarządzanie pomiarami